# Праніченко Олександр Іванович
Олександр Іванович Праніченко (1912–1976) — передовик сільського господарства Української РСР, тракторист насінницького радгоспу імені 25 Жовтня Первомайського району Миколаївської області.
Герой Соціалістичної Праці (1949).

## Життєпис
Народився в селянській родині. Трудову діяльність у радгоспі імені 25 Жовтня розпочав у 15-річному віці. Закінчив курси трактористів при МТС. В роки німецько-радянської війни перебував в евакуації.
У 1948 році одержав урожай пшениці по 31,2 центнери з гектару на площі у 152 гектари при перевиконанні середнього виробітку по тракторній бригаді на 89,1 %.
З 1955 року і до виходу на пенсію у 1969 році — бригадир механізованої бригади. Член КПРС з 1955 року.

## Нагороди
Указом Президії Верховної Ради СРСР від 18 червня 1949 року Праніченку Олександру Івановичу присвоєне звання Героя Соціалістичної Праці з врученням ордена Леніна і медалі «Серп і Молот».
Також нагороджений кількома медалями.